# Chiapas Fútbol Club
Maillots
Actualités
Le Chiapas Fútbol Club, est un club de football mexicain basé à Tuxtla Gutiérrez dans la région du Chiapas dans le Sud du Mexique. Il a participé à la Première Division mexicaine de 2003 à 2017, mais l'équipe n'a pas fait de retour depuis la relégation en 2017, en raison de dettes.

## Histoire

### Dates clés
- 2002 : fondation du club sous le nom de Jaguares de Chiapas.
- 2003 : 1re participation au championnat de 1re division.

### Chiapas FC (2013 - 2017)
Le 20 mai, 2013, il a été annoncé que l'équipe de Liga MX Jaguares de Chiapas a été vendu et a déménagé à Santiago de Querétaro, au nord-ouest de Mexico. Le 28 mai 2013, il a été annoncé que l'équipe de San Luis déménage à la ville de Tuxtla Gutiérrez et est rebaptisée Chiapas Fútbol Club, ramenant ainsi une équipe de première division au Chiapas. La nouvelle franchise du Chiapas FC reprend le contrat de télévision que San Luis avait passé avec Televisa, l'entreprise multimédia la plus importante d'Amérique latine et du monde hispanique.
L'équipe n'a pas fait de retour depuis la relégation en 2017, en raison de dettes.

## Palmarès et résultats

### Palmarès
| Compétitions nationales | Compétitions internationales |
| - Néant                 | - Néant                      |

### Records individuels
|   | Nom              | Dates                       | Matchs | Buts |
| - | ---------------- | --------------------------- | ------ | ---- |
| 1 | Ismael Fuentes   | 2005-2008 & 2010-2012       | 190    | ?    |
| 2 | Jorge Rodríguez  | 2010-2013                   | 114    | 15   |
| 3 | Edgar Andrade    | 2010-2013                   | 113    | 15   |
| 4 | Carlos Ochoa     | 2004-2006, 2010 & 2013-2014 | 106    | 40   |
| 5 | Salvador Cabañas | 2003-2006                   | 106    | 61   |

|   | Nom              | Dates                       | Matchs | Buts | Ratio |
| - | ---------------- | --------------------------- | ------ | ---- | ----- |
| 1 | Salvador Cabañas | 2003-2006                   | 106    | 61   | 0,58  |
| 2 | Carlos Ochoa     | 2004-2006, 2010 & 2013-2014 | 106    | 40   | 0.38  |
| 3 | Jackson Martínez | 2009-2012                   | ?      | 36   | ?     |
| 4 | Luis Gabriel Rey | 2011-2013                   | 71     | 33   | 0,46  |
| 5 | Adolfo Bautista  | 2007-2009                   | 69     | 22   | 0,32  |

## Joueurs et personnalités du club

### Présidents
Le tableau suivant présente la liste des présidents du club depuis 2003.
| Rang | Nom                       | Période   |
| ---- | ------------------------- | --------- |
| 1    | Antonio Leonardo Castañón | 2003-2010 |
| 2    | Olaf Bonales (intérim)    | 2010      |

| Rang | Nom                   | Période   |
| ---- | --------------------- | --------- |
| 3    | Guillermo Cantú Sáenz | 2010-2012 |
| 4    | Arturo Villanueva     | 2012-2013 |

| Rang | Nom                            | Période |
| ---- | ------------------------------ | ------- |
| 5    | Carlos Abraham López Domínguez | 2013-   |

### Entraîneurs
Le tableau suivant présente la liste des entraîneurs du club depuis 2002.
| Rang | Nom                             | Période               |
| ---- | ------------------------------- | --------------------- |
| 1    | Salvador Capitano Valenti       | juil. 2002-oct. 2002  |
| 2    | Sergio Bueno                    | mars 2003-juin 2003   |
| 3    | José Luis Trejo                 | juil. 2003-févr. 2005 |
| 4    | Antonio Ascencio Meza (intérim) | févr. 2004-juin 2004  |
| 5    | José Luis Trejo                 | juil. 2004-févr. 2005 |
| 6    | Antonio Mohamed                 | févr. 2005-avr. 2005  |
| 7    | Fernando Quirarte               | avr. 2005-sept. 2005  |

| Rang | Nom                    | Période               |
| ---- | ---------------------- | --------------------- |
| 8    | Luis Fernando Tena     | sept. 2005-juin 2006  |
| 9    | Eduardo de la Torre    | juil. 2006-févr. 2007 |
| 10   | Víctor Manuel Vucetich | févr. 2007-sept. 2007 |
| 11   | Isidoro García         | sept. 2007-févr. 2008 |
| 12   | Sergio Almaguer        | févr. 2008-sept. 2008 |
| 13   | Francisco Avilán Cruz  | sept. 2008-déc. 2008  |
| 14   | Miguel Brindisi        | janv. 2009-mai 2009   |

| Rang | Nom                           | Période              |
| ---- | ----------------------------- | -------------------- |
| 15   | Luis Fernando Tena            | mai 2009-févr. 2010  |
| 16   | Juan Manuel Álvarez (intérim) | févr. 2010           |
| 17   | Pablo Marini                  | févr. 2010-juin 2010 |
| 18   | José Guadalupe Cruz           | juil. 2010-juin 2013 |
| 19   | Sergio Bueno                  | juil. 2013-mai 2015  |
| 20   | Ricardo La Volpe              | mai 2015-2016        |
| 21   | José Cardozo                  | 2016-sep. 2016       |
| 22   | Sergio Bueno                  | sep. 2016-           |